# 戦士たちの鎮魂歌
『戦士たちの鎮魂歌』（せんしたちのちんこんか）は、ホビージャパンから発行されていたRPGマガジン（現GAME JAPAN）で連載されていた、ORGによる読者参加型ゲーム。
『機動戦士ガンダム0079』の世界を舞台にしている。